# آغویه (کلیبر)

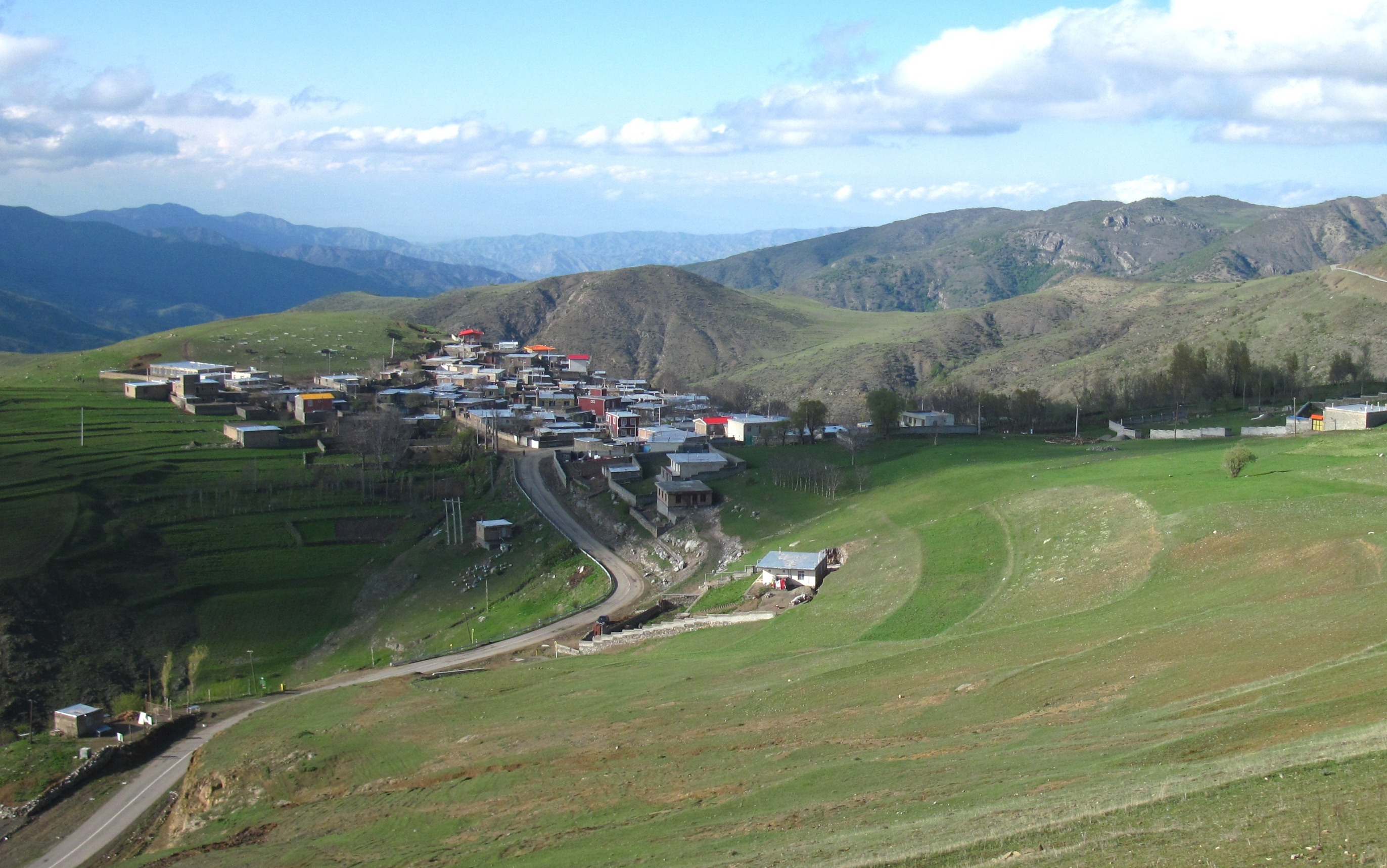
روستای آغویه در دهستان میشه‌پاره - ۲۰۱۳

آغویه یکی از روستاهای استان آذربایجان شرقی است که در دهستان میشه‌پاره بخش مرکزی شهرستان کلیبر واقع شده‌است.
از روستاهای هم‌جوار می‌توان به هجران‌دوست، علی‌آباد، اسکلو، مکیندی و کلشلو اشاره کرد. 